# Antoine-Augustin Préault
Antoine-Augustin Préault, detto Auguste (Parigi, 9 ottobre 1809 – Parigi, 11 gennaio 1879), è stato uno scultore francese.
Debuttò con la scultura Strage nel 1834, ardita denuncia sociale che gli valse l'esclusione dai circoli artistici fino al 1848. Fu autore del Cristo in croce (1840) e del Guerriero gallo (1853).

## Biografia

### Primi anni e formazione
Antoine-Augustin Préault nacque a Parigi, nel quartiere Marais. Di origini modeste, suo padre Augustin Pierre François Préault e sua madre Marie Sophie Joséphine, nata Mouton, lo destinarono a una carriera da notaio. Riuscirono così a risparmiare del denaro affinché loro figlio potesse frequentare il collège Charlemagne. Il giovane Préault, tuttavia, sviluppò molto presto un gusto per il disegno. Egli riuscì a convincere i suoi genitori ed entrò nell'accademia di Charles Suisse intorno alla metà degli anni 1820. Lo studio di Suisse, che era stato un modello del pittore Jacques-Louis David, offriva l'opportunità a degli artisti giovani di disegnare dal vivo senza spendere troppo. Nello stesso periodo, Préault seguì certamente le lezioni di uno scultore ornamentalista. Dopo questi primi studi negli atelier privati, Préault tentò di iscriversi alla scuola di belle arti di Parigi, che all'inizio del XIX secolo rappresentava il passaggio quasi necessario per ogni artista che volesse fare carriera.
Nel 1826, partecipò all'esame di ammissione, integrando le conoscenze dello studio di David d'Angers, che allora era uno degli scultori più stimati e di recente era stato eletto membro dell'Istituto, per perfezionare la sua formazione. I numerosi tentativi di Préault di essere ammesso alla scuola di belle arti fallirono. Pertanto dovette rinunciare alla formazione prevista nella scuola e non poté concorrere per il premio di Roma.
Eppure, un incontro decisivo influenzerà il percorso di Préault: egli strinse amicizia con il pittore Philippe-Auguste Jeanron, che lo introdusse al movimento romantico che allora era al suo apice. Dal 1827, Préault accompagnerà dei pittori paesaggisti come Camille Flers, Alexandre-Gabriel Decamps e Louis Cabat nelle loro escursioni in campagna. Paul Huet divenne uno dei suoi amici più vicini. Inoltre, egli frequentava assiduamente il mondo del teatro e dei caffè parigini, condividendo così la compagnia di Victor Hugo, Eugène Delacroix, Théophile Gautier e Alfred de Vigny. Era presente alla celebre rappresentazione dell'Hernani, il 25 febbraio del 1830. Se Préault si era affermato come un difensore ardente della battaglia romantica del 1830, che bruciava di idee e di sogni, la sua carriera di scultore non era ancora incominciata.

### Gli inizi di una carriera difficile durante la monarchia di luglio

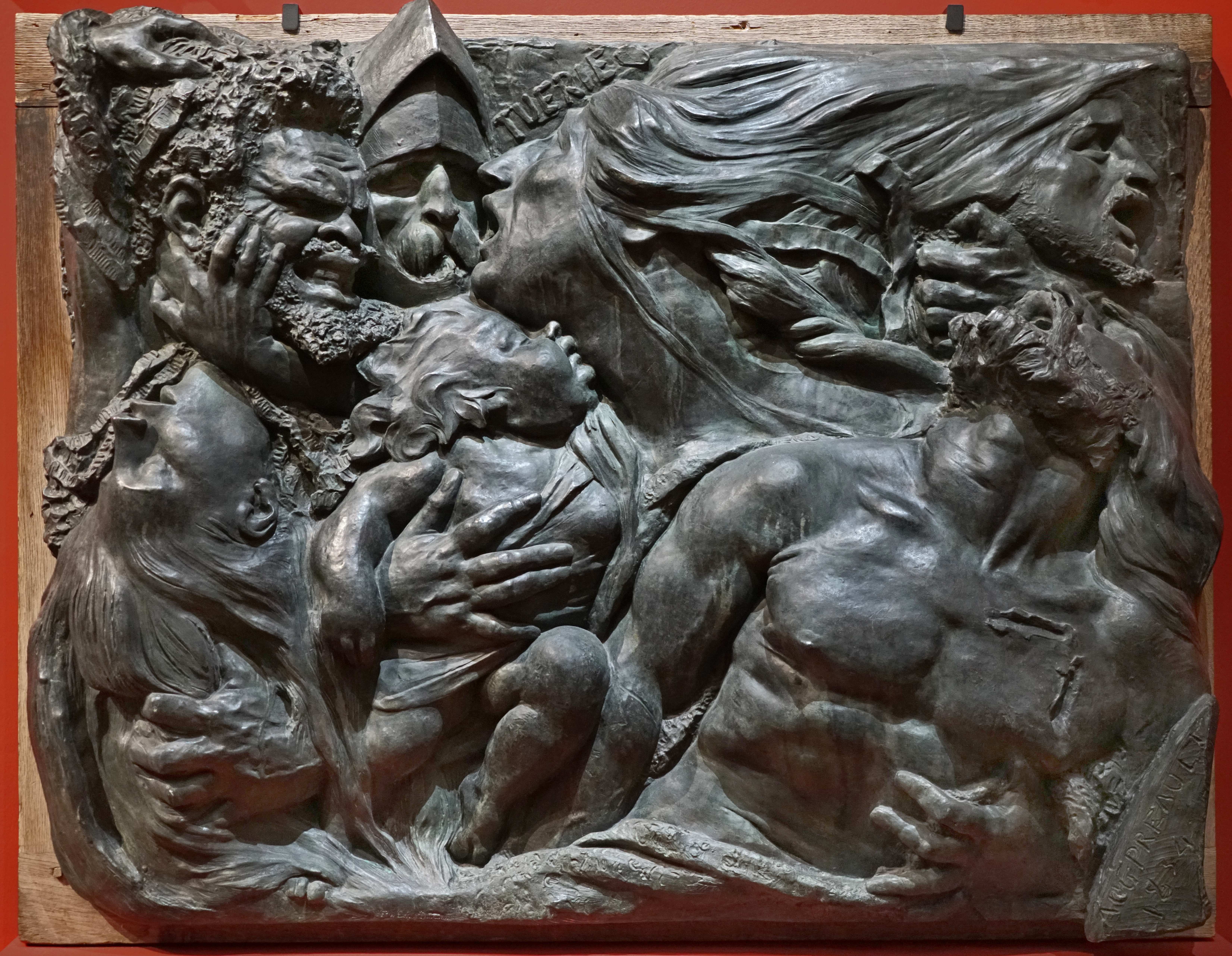
Strage (1834), bronzo, museo di belle arti di Chartres

Auguste Préault irruppe definitivamente nella scena artistica francese nel 1833, con la sua prima partecipazione al Salone, considerata l'evento segnante del romanticismo in scultura. Préault espose sei opere, delle quali nessuna è sopravvissuta fino ad oggi, e si fece notare dai critici. Ma dal Salone successivo, nel 1834, Préault si scontrò con l'ostracismo della giuria d'ammissione, che gli rifiutò quattro opere su cinque. Alcuni contemporanei sostennero addirittura che l'unica opera ammessa, la Strage, fosse stata ammessa nelle sale del Louvre per dare meglio un cattivo servizio dell'artista agli occhi del pubblico. Il suo "frammento di bassorilievo", come egli lo chiamava, rappresenta una serie di personaggi troncati, più grandi del vero, agitati e tormentati come per non restare pietrificati, fissi nell'immobilità della pietra, e venne descritto con le espressioni "incubo" e "orrore" nelle recensioni di alcuni critici dell'epoca. Préault venne criticato di coltivare il grottesco, il fantastico, i soggetti illeggibili e le forme violente. Malgrado le numerose sollecitazioni di Préault presso la sua cerchia di amici, come Victor Hugo o David d'Angers, per influenzare il giudizio della giuria, le sue opere furono quasi rifiutate sistematicamente. Se Préault condivideva i suoi ideali con degli altri scultori romantici, come Antonin Moine, Jehan Du Seigneur, Antoine Étex o Antoine-Louis Barye, che furono pure dei suoi amici, egli sarebbe rimasto l'eterno rifiutato, assente da tempo dalla lista degli artisti incaricati di eseguire le commissioni per la Maison du Roi. La bellezza tormentata, la resa plastica e i soggetti evocati da Préault non corrispondevano ai valori difesi dall'accademia di belle arti, incarnata dalla giuria: il suo gusto per il "laido" e l'incompiuto, il suo approccio colossale alle forme al di là della convenienza, i rilievi accentuati, le sue composizioni contorte e le espressioni esagerate delle sue figure furono le fonti della sua modernità ma anche della sua esclusione.

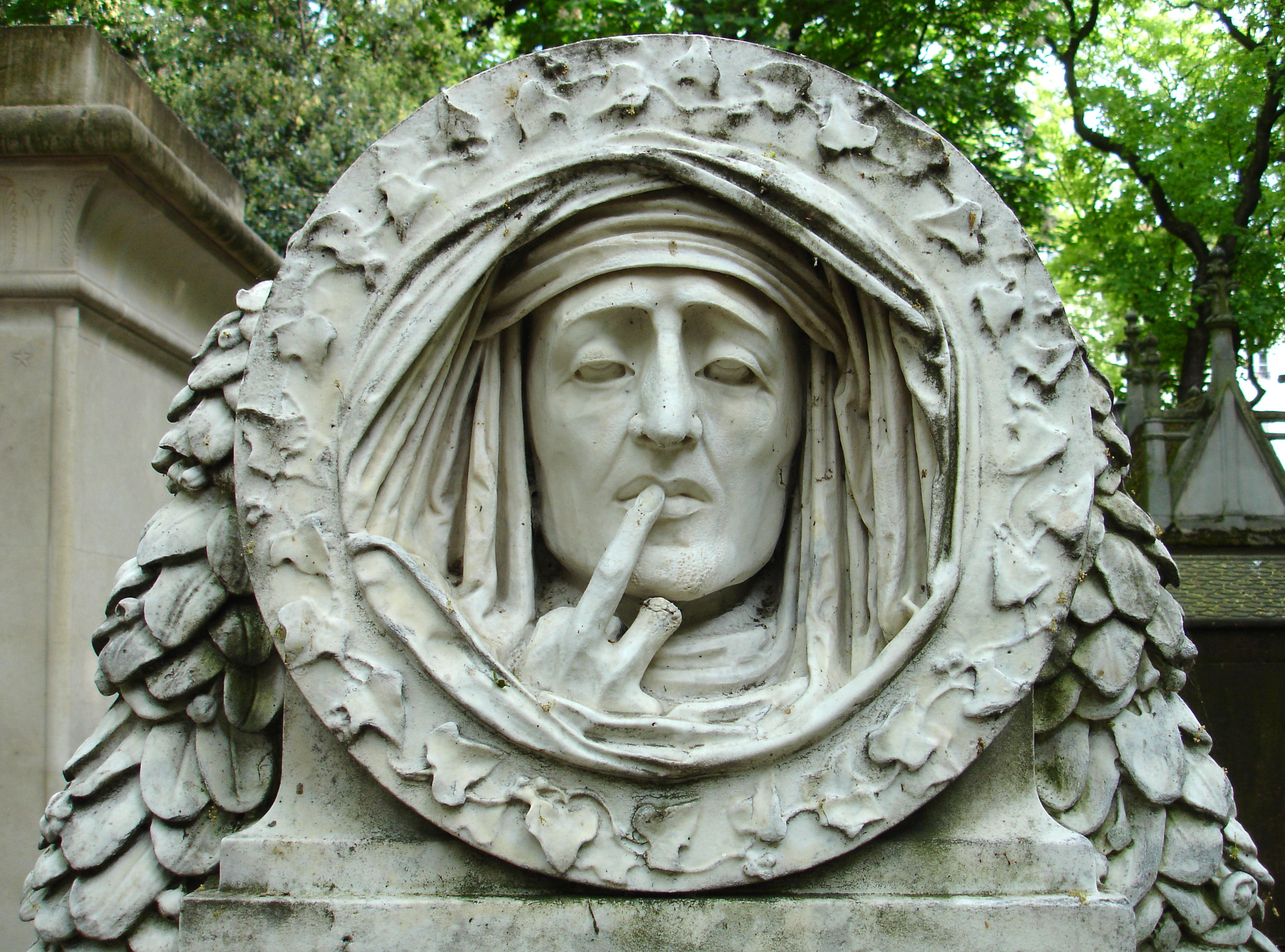
Il silenzio (1842), Parigi, cimitero di Père-Lachaise, tomba di Jacob Roblès.

Pertanto Préault non fu accettato che due volte al Salone: nel 1833 e nel 1834, e quell'anno soltanto come controesempio del buon gusto. Disperato, finì per non sottoporre più neanche un'opera alla giuria. Quindi condusse una vita vagabonda da bohémien, frequentando i caffè, come la brasserie Andler, e i circoli letterari, dove le sue argutezze e le sue parole mordaci furono lodate dai suoi amici romantici. Ma dietro l'immagine pubblica, Préault attraversò delle vere difficoltà finanziarie e materiali. Allora c'erano poche alternative per far conoscere le sue opere: Préault le espose nel suo studio e tentò di sfruttare le sue conoscenze. Così egli ricevette la sua prima commissione privata, un busto in bronzo per la tomba di Achille Allier, terminato nel 1838 (Bourbon-l’Archambault, piazza della chiesa). Ma, soprattutto, nello stesso anno (il 1838), il ministero dell'interno gli espresse il suo sostegno offrendogli la realizzazione di una statua del Cristo in croce per la chiesa di San Germano d'Auxerre a Parigi. Si trattava della sua prima commissione ufficiale. Tuttavia, l'opera venne rifiutata al Salone del 1840 dalla giuria, sempre più severa, e Préault dovrà attendere il 1846 per tradurrla nel legno. Ma la rivoluzione del 1848, il cambio del regime politico e la nuova costituzione della giuria segneranno la fine degli insuccessi di Préault al Salone.

### Dalla seconda Repubblica al secondo Impero: il riconoscimento

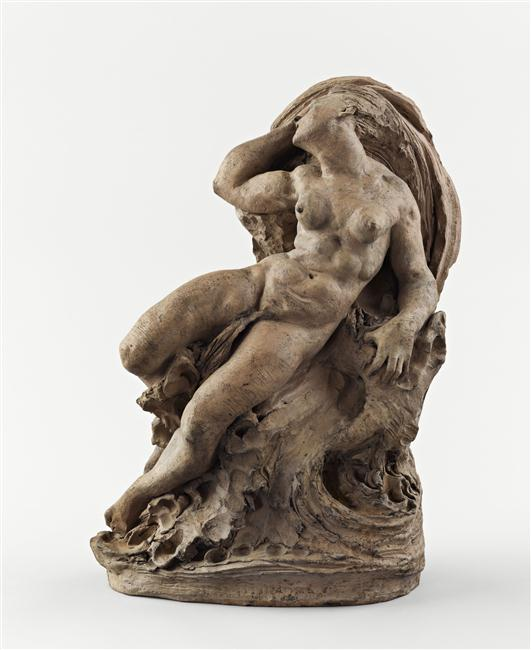
La Vague (1856), terracotta, Digione, museo Magnin

Il Salone del 1849 segnò in effetti un nuovo slancio nella carriera di Préault, che poté esporre cinque opere tra le sette proposte, e che ricevette la sua prima medaglia di seconda classe. Quindi l'artista si riallacciò al Salone e alla critica. Il Salone del 1850-1851, dove presentò delle opere recenti e alcune più antiche, consacrò il suo riconoscimento ufficiale. Per orgoglio nei confronti di un Salone che gli aveva chiuso i battenti per molto tempo, in seguito Préault vi partecipò in maniera irregolare. Egli rispose invece alle numerose commissioni pubbliche per la decorazione degli edifici e per la creazione di medaglioni di grandi dimensioni. Mentre Préault trovava finalmente il successo e il lavoro tanto attesi, la sua immaginazione e la sua poesia espressiva persero tuttavia la creatività degli inizi. Il peso delle procedure amministrative e i vincoli materiali imposti dalle commissioni soggiogarono l'artista che finì per scoraggiarsi. Egli produsse meno opere, che a volte erano contrarie ai suoi ideali e più convenzionali. Gli anni dal 1850 al 1859 segnano tuttavia Préault come uno degli artisti emblematici del romanticismo, incoraggiato e sostenuto ufficialmente dallo stato.
Grazie alla nuova svolta della sua carriera, Préault divenne un uomo riconosciuto e prospero, più appacificato e meno dipendente dal mecenatismo ufficiale. Egli continuò a mantenere le sue numerose amicizie e si dedicò a dei progetti più personali. Tra gli anni 1860 e 1870, si occupò di molte commissioni private, soprattutto per delle sculture funerarie. Partecipò di frequente alle mostre non ufficiali, ma anche al Salone, al ritmo di una o due opere all'anno. Eppure, l'opera di Préault lasciava progressivamente la scena artistica. La morte di suo padre nel 1860, e poi di sua madre nel 1869, diedero vita a un sentimento pesante di solitudine nell'artista, senza una moglie né figli, che veniva colto dalla nostalgia del passato. Quindi egli scolpì molti medaglioni che immortalavano i volti dei suoi amici della giovinezza. Nel 1870, venne decorato con la Legion d'onore. Durante gli eventi della Comune, la sua casa e il suo studio bruciarono tra le fiamme e le esplosioni. Molte opere furono distrutte. Malgrado un'ultima impennata, con l'apertura di un nuovo atelier nel 1874, che accolse artisti numerosi, Préault era indebolito dalla malattia e dalla tristezza.

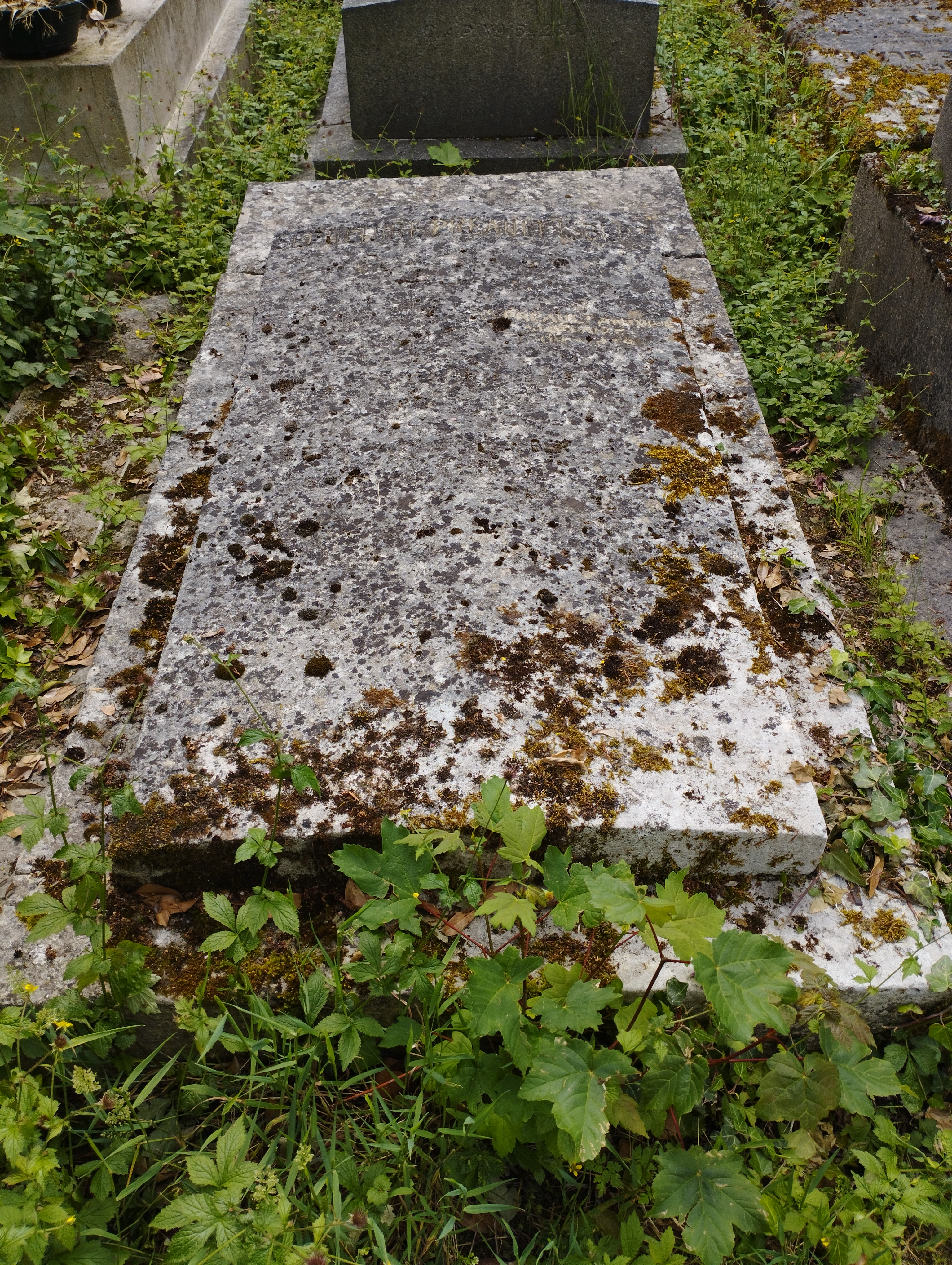
La tomba di Préault nel cimitero di Père-Lachaise

Egli morì l'11 gennaio 1879 nella sua casa al numero 12 di rue Vavin, nel sesto arrondissement parigino, e venne sepolto nella quarantanovesima divisione del cimitero di Père-Lachaise. Durante i suoi funerali, i suoi cari ricordarono la sua battaglia vigorosa e vittoriosa contro il giogo dell'Accademia di belle arti. Le sue opere, delle grida di rivolta, vennero disperse.

## Opere nelle collezioni pubbliche

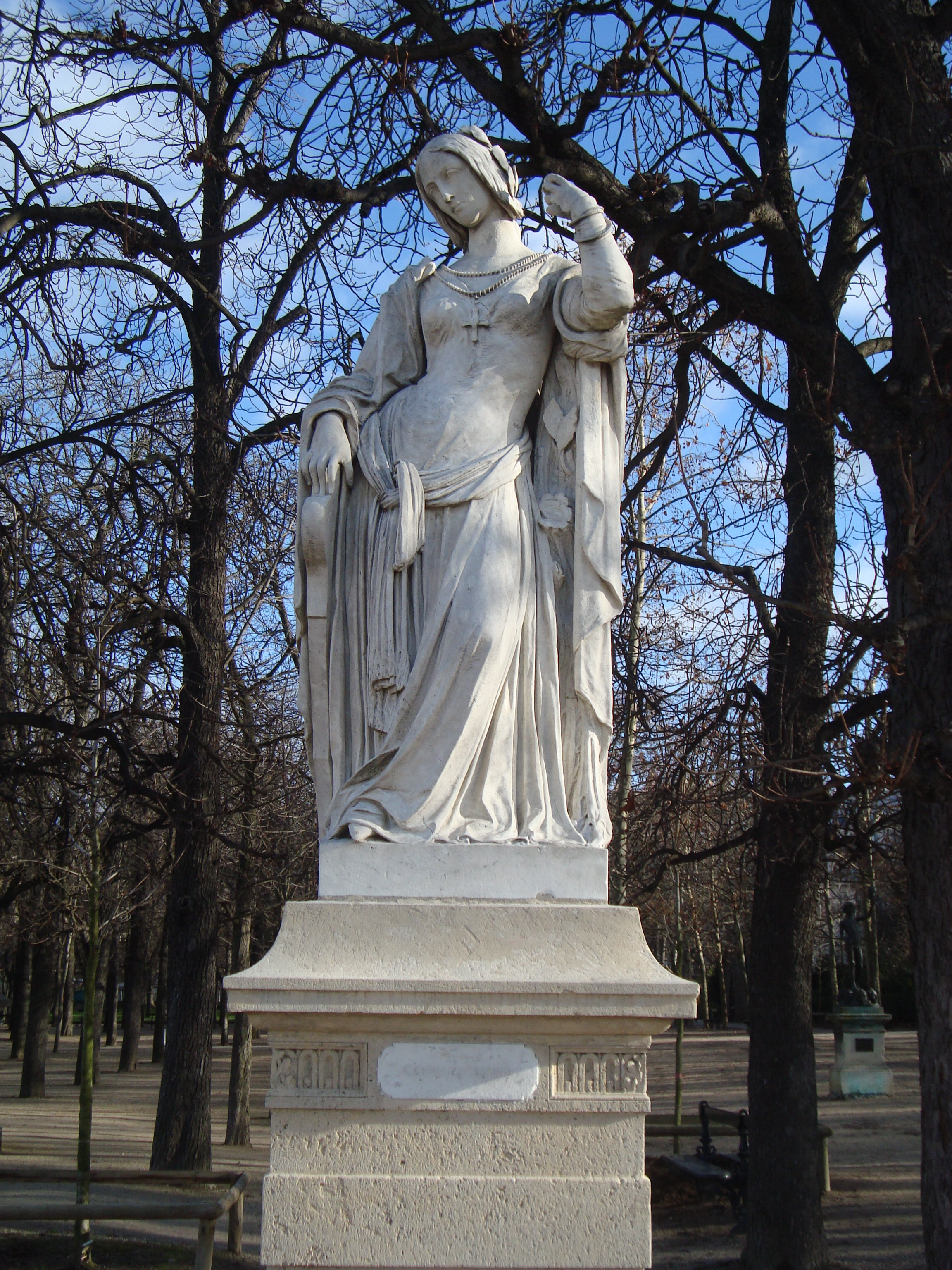
Clémence Isaure (1848), Parigi, giardino del Lussemburgo

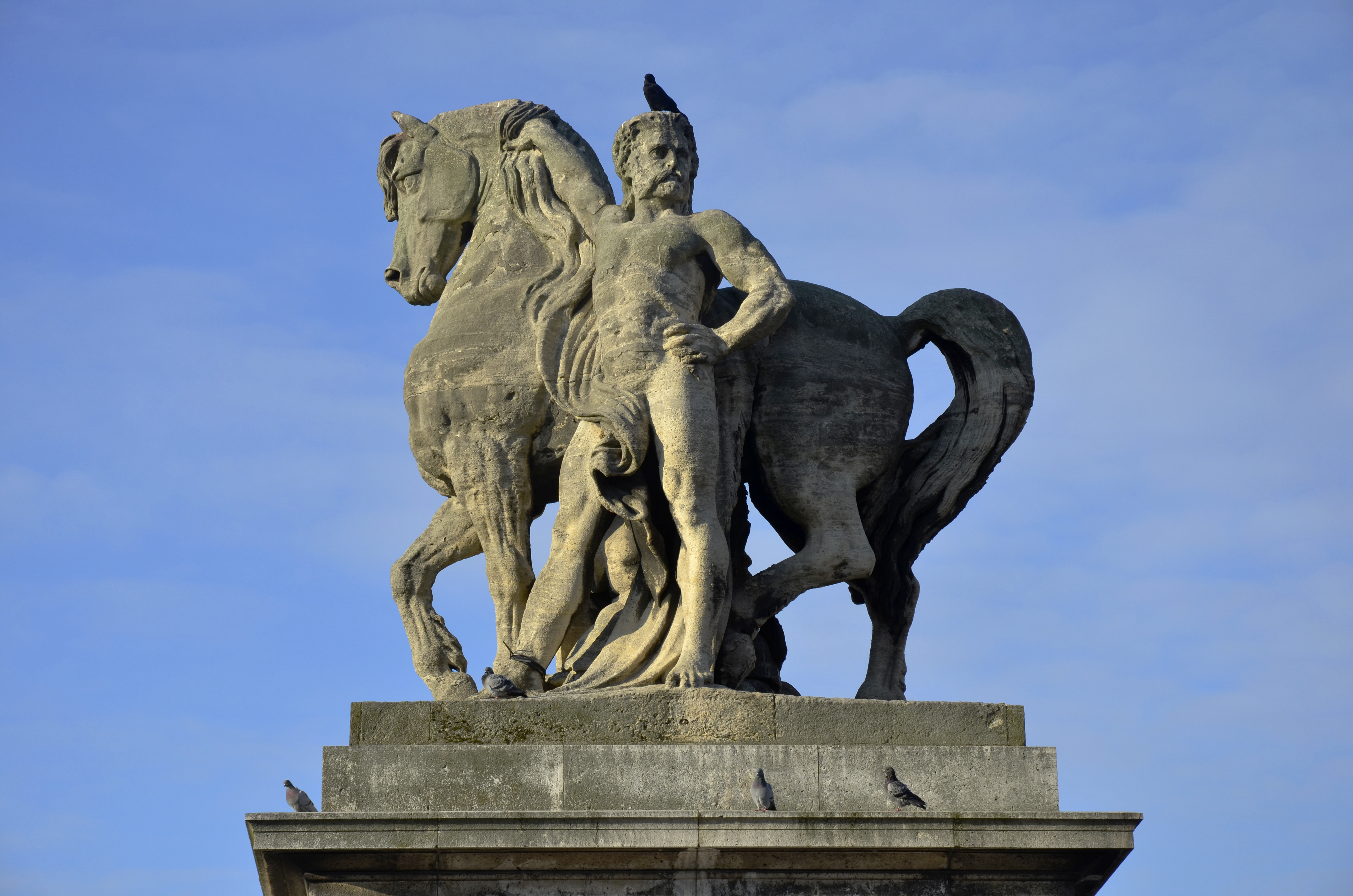
Guerriero gallico (1853), Parigi, pont d'Iéna.

- Amiens, museo di Piccardia: Nicolas Poussin, 1848-1849, busto in marmo.
- Beaune, museo di belle arti: Ondine, 1835-1860, statua in bronzo in stile romantico.
- Bourbon-l'Archambault, place de l’église : Monumento ad Achille Allier, 1839, busto in bronzo.[10]
- Bourges, place Jacques-Cœur: Monumento a Jacques Cœur, 1879, statua in marmo.[11]

- Chartres:
  - museo di belle arti: Strage, 1834-1851, bassorilievo in bronzo.
  - place des Épars: Monumento al generale Marceau, 1845-1851, statua in bronzo.
- Digione, museo Magnin: Vague, 1856, statua in terracotta.[12]
- Montmorency, cimitero di Les Champeaux: Adam Mickiewicz, medaglione in bronzo.
- Parigi:
  - chiesa dei Santi Gervasio e Protasio:
    - Cristo in croce, 1839-1846, statua in legno.
    - San Gervasio, 1847, statua in pietra.

  - chiesa dei Santi Paolo e Luigi, facciata: Santa Caterina, 1860-1861, statua in pietra.
  - chiesa di San Rocco, cappella di Santa Sussana: Cenotafio dell'abate de L'Épée, 1841, busto in bronzo.[13]
  - cimitero di Montmartre: Philibert Rouvière, 1866, medaglione in bronzo.
  - cimitero di Père-Lachaise:
    - Il silenzio, 1842, medaglione in marmo che orna la tomba di Jacob Roblès (settima divisione);[14]
    - Laura-Sara Roblès, 1874, medaglione in bronzo (settima divisione);[14]
    - Paul Meurice ed Éléonore-Palmyre Meurice (sua moglie), 1857, medaglione in bronzo (ventiseiesima divisione);[14]
    - Louis Desnoyers, 1869, medaglione in bronzo (cinquantacinquesima divisione);
    - Tullie Blum e Maxililien Mayeur, 1875, due medaglioni in bronzo, opere scomparse (cinquantacinquesima divisione);
    - La Douleur, 1873, medaglione in bronzo che orna la tomba dello storico Ernest Morin (1826-1872) (sessantunesima divisione).

  - giardino del Lussemburgo, Clémence Isaure, 1845-1848, statua in marmo.
  - museo Carnavalet: Tullie Moneuse, 1875, medaglione in bronzo. Un esemplare, rubato prima del 1981, ornava la tomba di questa letterata al cimitero di Père-Lachaise.
  - museo d'Orsay: Ofelia, 1843-1876, bassorilievo in bronzo.
  - palazzo del Louvre:
    - angolo nord-est e sud-est della cour Napoléon: Guerra e Pace, 1856-1857, gruppi in pietra;
    - facciata dell'ala Enrico II: André Chénier, 1856-1857, statua in pietra.[6]

  - pont d'Iéna, pilastro sud-est: Guerriero gallico, 1849-1853, gruppo in pietra.